# Nový Jáchymov
Nový Jáchymov é uma comuna checa localizada na região da Boêmia Central, distrito de Beroun.